# Uwe Potteck
Uwe Potteck, né le 1er mai 1955 à Wittenberge, est un tireur sportif est-allemand.

## Carrière
Uwe Potteck participe aux Jeux olympiques de 1976 à Montréal et remporte la médaille d'or dans l'épreuve du pistolet 50 mètres.